# Твин Пикс (3 сезон)
«Твин Пикс» (англ. Twin Peaks), также известный как «Твин Пикс: Возвращение» (англ. Twin Peaks: The Return) — американский телесериал, созданный Марком Фростом и Дэвидом Линчем, продолжение сериала ABC «Твин Пикс» (1990—1991). Мини-сериал из 18 эпизодов. Его премьера состоялась 21 мая 2017 года на канале Showtime, после чего состоялась мировая премьера сериала в Театре в отеле Ace Hotel. Разработкой и сценарием к сериалу занимались Линч и Фрост в течение нескольких лет, а режиссёром всего сериала стал Линч. В сериале также появились вернувшиеся и новые актёры, во главе с оригинальной звездой Кайлом Маклахленом в роли специального агента Дейла Купера.
Спустя 25 лет после событий оригинального «Твин Пикса», сериал сосредоточен на множестве сюжетных линий, многие из которых связаны со специальным агентом ФБР Дейлом Купером (Маклахлен). В отличие от оригинального сериала, действие которого преимущественно происходило в вымышленном одноимённом городе в Вашингтоне, сюжетные линии охватывают несколько мест, включая сам Твин Пикс, Лас-Вегас и Южную Дакоту. Президент канала Showtime Дэвид Нивенс заявил, что «основа сериала заключается в возвращении агента Купера назад в Твин Пикс».
Сериал получил похвалу от критиков за нетрадиционное повествование, визуальный стиль и актёрскую игру. Несколько изданий, среди которых «Rolling Stone», «The Washington Post» и «Esquire», назвали его лучшим телевизионным шоу 2017 года. Киножурналы «Sight & Sound» и «Cahiers du cinéma» назвали «Возвращение», соответственно, вторым лучшим и лучшим «фильмом» года, вызвав дискуссию о художественной разнице, если таковая имеется, между художественными фильмами и телесериалами в эпоху потокового вещания.

## Производство

### Предыстория и разработка

Постер с Кайлом Маклахленом в роли Дейла Купера

Первый сериал «Твин Пикс», американский драматический сериал, созданный Марком Фростом и Дэвидом Линчем, впервые был показан 8 апреля 1990 года на канале ABC. Он был одним из самых рейтинговых сериалов 1990 года, но низкие рейтинги привели к его раннему завершению в 1991 году после второго сезона. В последующие годы «Твин Пикс» часто числился среди списков величайших драматических сериалов всех времён. Фильм-приквел «Твин Пикс: Сквозь огонь», снятый Линчем, был выпущен в 1992 году. Линч планировал ещё два фильма, которые завершили бы сюжетную линию, но в 2001 году заявил, что франшиза «Твин Пикс» была «мёртвой».
В 2007 году художник Мэтт Хейли и продюсер «Твин Пикса» Роберт Энгельс начали работать над графическим романом, служившим продолжением сериала, и который должен был быть включён в DVD сборник «Complete Mystery». Хейли заявил: «Боб и я провели ряд дискуссий о том, какая это должна быть история, я старался использовать любые заметки, которые у них были на предполагаемый третий сезон. Я действительно хотел, что это буквально было „третьим сезоном“ шоу.» Линч наложил вето на проект, заявив, что он уважает попытку, но он в любом случае не хотел продолжать проект.
В начале 2013 года поползли слухи о том, что возвращение «Твин Пикса» было неизбежным, хотя они были опровергнуты дочерью Линча, Дженнифер Линч (автор «Секретного дневника Лоры Палмер»), а также одним из создателей шоу, Марком Фростом, который написал, что «правда ценнее и гораздо труднее». В мае 2013 года член актёрского состава Рэй Уайз заявил, что Линч сказал ему о возможном продолжении: «Ну, Рэй, ты знаешь, город всё ещё там. И я полагаю, что мы могли бы туда вернуться. Конечно, ты уже мёртв… но мы могли бы обойти это».
В 2014 году разработка и выпуск Blu-ray издания «Twin Peaks: The Complete Mystery», в дополнение к ранним комментариям Уайза, заставили фанатов предположить, что «Твин Пикс» вернётся в той или иной форме. В январе 2014 года кастинг на «промо „Твин Пикса“», режиссёром которого является Дэвид Линч, был снят специально для «The Complete Mystery». В сентябре 2014 года Линч ответил на вопрос по поводу «Твин Пикса» на кинофестивале в Лукке, сказав, что это был «каверзный вопрос» и что «всегда есть возможность… и вам просто нужно подождать и увидеть».

### Анонсирование
6 октября 2014 года было объявлено, что мини-сериал, состоящий из 9 эпизодов, будет показан на канале Showtime. Сценарии всего мини-сериала были написаны Дэвидом Линчем и Марком Фростом, Линч также выступил режиссёром всего сериала. Фрост подчеркнул, что новые эпизоды являются не ремейком или перезапуском, а продолжением сериала. Действие эпизодов разворачивается в настоящее время, а временной промежуток в 25 лет является важным элементом сюжета. Относительно того, будет ли у мини-сериала продолжение, Фрост сказал: «Всё покажет практика. Если мы отлично проведём время и всем понравится это и они решат, что будет место для этого, то мы можем идти этим путём».
В марте 2015 года Линч выразил сомнения в производстве из-за «сложностей». Однако Showtime подтвердило, что сериал движется вперёд, заявив: «Всё движется вперёд и все безумно счастливы и рады». В апреле 2015 года Линч заявил, что он не собирался снимать 9 эпизодов из-за бюджетных ограничений. Однако Линчу и Showtime удалось договориться, и 5 мая 2015 года Линч подтвердил, что он станет режиссёром сериала, и что эпизодов будет больше ранее объявленных девяти. На панели «Твин Пикс» в Сиэтле члены актёрского состава Шерилин Фенн и Шерил Ли сказали, что новый сериал будет состоять из 18 эпизодов, и что Анджело Бадаламенти вновь вернётся в качестве композитора.

### Кастинг

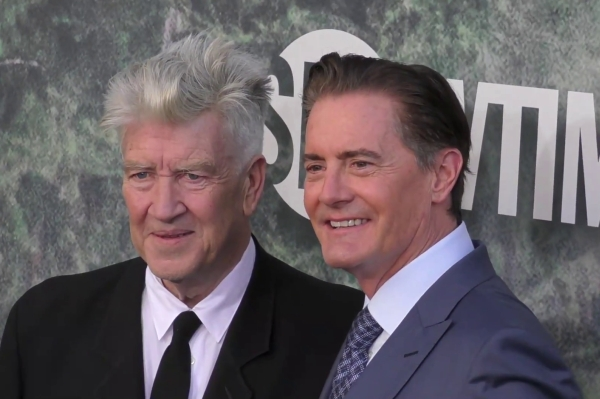
Дэвид Линч и Кайл Маклахлен на премьере, 2017 г.

12 января 2015 года было подтверждено возвращение в сериал Кайла Маклахлена. В октябре 2015 года было подтверждено, что Майкл Онткин, который исполнял роль Гарри С. Трумена, и который ушёл на пенсию, не вернётся в продолжение. В октябре 2015 года роль шерифа города, как сообщалось, получил Роберт Форстер. Также было подтверждено, что он будет играть Фрэнка Трумена, брата Гарри. Форстера взяли на роль Гарри в пилоте 1990 года, но его пришлось заменить Онткином из-за проблем в расписании. Также в октябре Дэвид Духовны дразнил поклонников своим возвращением к роли агента Дениз Брайсон. В ноябре 2015 года сообщалось, что Мигель Феррер повторит роль Альберта Розенфилда, и что Ричард Беймер и Дэвид Патрик Келли вернутся к ролям Бенджамина Хорна и Джерри Хорна, соответственно. В декабре 2015 года Алисия Уитт подтвердила своё возвращение к роли Герстен Хейворд. Майклу Дж. Андерсону предложили вновь исполнить роль Человека из другого места, но он отказался.
Расс Тэмблин перенёс операцию на открытом сердце в конце 2014 года и продолжал восстановление в 2015 году. Линч и Фрост всё ещё надеялись, что Тэмблин присоединится к актёрскому составу в новом сезоне. 28 сентября 2015 года Кэтрин Коулсон, которая планировала вновь исполнить роль дамы с поленом, умерла от рака. Позже было подтверждено участие обоих, Тэмблина и Коулсон, так как Коулсон снялась в нескольких сценах перед своей смертью.
Первый тизер-трейлер сериала, выпущенный в декабре 2015 года, подтвердил участие Майкла Хорса (Томми «Хоук» Хилл). В январе 2016 года сообщили, что Шерилин Фенн повторит роль Одри Хорн, и она будет «значительной». В феврале 2016 года сообщалось, что Дэвид Линч вновь сыграет роль Гордона Коула. Постоянная сотрудница Линча, Лора Дерн, была взята на «сверхсекретную ключевую роль», которой в конечном счёте оказалась роль Дайаны, персонажа, которого ранее не видели в сериале, которому Купер часто записывал аудиосообщения в течение оригинального показа шоу. В апреле 2016 года был выпущен полный список актёрского состава, который насчитывал 217 актёров и в котором вернувшиеся актёры были отмечены звёздочками. Мэри Ребер, которая сыграла Элис Тремонд в финале, является фактическим владельцем дома, использованного в качестве резиденции Палмеров.
Линч обратился к Дэвиду Боуи с предложением появиться в небольшой роли агента ФБР Филлипа Джеффриса, его персонажа из фильма «Твин Пикс: Сквозь огонь». Когда здоровье Боуи ухудшилось, его адвокат сообщил Линчу, что Боуи не сможет принять участие в съёмках. Перед смертью в январе 2016 года Боуи дал разрешение на использование старых материалов с его участием; однако он был недоволен своим акцентом в фильме и попросил, чтобы его дублировал актёр из Луизианы — для этого пригласили актёра Натана Фриззелла. Уже после завершения съёмок, в январе и феврале 2017 года соответственно, умерли члены актёрского состава Мигель Феррер и Уоррен Фрост. Гарри Дин Стэнтон, который вновь сыграл Карла Родда, умер в сентябре 2017 года, менее чем через две недели после выхода последнего эпизода сериала.

### Съёмки
В июле 2015 года Фрост предположил, что премьера сериала состоится в 2017 году, а не в 2016 году, как изначально планировалось. Съёмки сериала начались в сентябре 2015 года, и президент Showtime Дэвид Нивенс сказал: «Я надеюсь, что мы сможем показать его в 2016 году. Ещё не всё ясно. Всё в конечном итоге будет под контролем [создателей сериала, Дэвида Линча и Марка Фроста]». Невинс также заявил: «Я не знаю [сколько эпизодов будет]. Им это предстоит решить, я ожидаю больше девяти, но тут предела нет. Я знаю каков график съёмок, потом нам придётся разделить его на столько эпизодов, сколько покажется правильным». В январе 2016 года Невинс подтвердил, что премьера сериала состоится в первой половине 2017 года. Сериал был снят непрерывно по одному длинному сценарию, прежде чем разделить его на несколько эпизодов в процессе монтажа. Съёмки были завершены к апрелю 2016 года.

## В ролях
- Кайл Маклахлен:
  - Специальный агент Дейл Купер[53][54][55]
  - Доппельгангер Купера[56][57]
  - Дуглас «Даги» Джонс[57]

### Твин Пикс
- Джей Аасенг — пьяница[5]
- Кейт Олден — официантка в закусочной RR[5]
- Мэдхен Эмик — Шелли Бриггс[53][54]
- Эрик Рэй Андерсон — бармен[5]
- Элизабет Анвайс — Эбби[5]
- Дэна Эшбрук — заместитель шерифа Бобби Бриггс[53][54]
- Джозеф М. Огер — водитель-экспедитор
- Фиби Огустин[a] — Ронетт Пуласки
- Ричард Беймер — Бенджамин Хорн[31][54]
- Келси Болен — бэк-вокалистка #2
- Рэйчел Боуэр — бэк-вокалистка #3
- Ричард Буше — мужчина с бутылкой[5]
- Скотт Кэмерон — бросающий мужчина[5]
- Джия Каридес — Ханна[5]
- Винсент Кастельянос — Федерико[5]
- Майкл Сера — Уолли «Брандо» Бреннан[5]
- Джоан Чэнь — Джози Пэккард[a]
- Кэнди Кларк — Дорис Трумен[58]
- Скотт Коффи — Трик[5]
- Лиза Коронадо — мать сбитого ребёнка
- Кэтрин Э. Коулсон[англ.][b] — Маргарет Лантерман («дама с поленом»)[5][54]
- Грейс Виктория Кокс — Шарлотта[5]
- Джен Д’Арси — Сильвия Хорн[53][54]
- Эрик ДаРе — Лео Джонсон[a]
- Ана де ла Регера — Натали[59]
- Хью Диллон — Том Пэйдж[59]
- Тед Доулинг — фермер[5]
- Эймон Фаррен — Ричард Хорн[5]
- Шерилин Фенн — Одри Хорн[53][54]
- Скай Феррейра — Элла[5]
- Роберт Форстер — шериф Фрэнк Трумен[29]
- Марк Фрост — Сирил Понс
- Трэвис Фрост — мальчик-кэтчер
- Уоррен Фрост[англ.][b] — доктор Уилл Хейворд[54][60]
- Аллен Галли — мужчина в костюме
- Бальтазар Гетти — Ред[61]
- Гарри Гоаз — Энди Бреннан[53][54]
- Грант Гудив — Уолтер Лоуфорд[53]
- Джеймс Гриксони — помощник шерифа Джесси Холкомб
- Андреа Хэйс — Хайди[5][54]
- Гэри Хершбергер — Майк Нельсон[53][54]
- Майкл Хорс — помощник шерифа Томми «Хоук» Хилл[53][54]
- Калеб Лэндри Джонс — Стивен Бёрнетт[53]
- Эшли Джадд — Беверли Пэйдж[60]
- Дэвид Патрик Келли — Джерри Хорн[53][54]
- Лора Кенни — женщина в машине
- Пайпер Лори — Кэтрин Мартелл[a]
- Джейн Леви — Элизабет[5]
- Джереми Линдхольм — Микки[5]
- Пегги Липтон — Норма Дженнингс[53][54]
- Сара Джин Лонг — Мириам Салливан[5]
- Райли Линч — Бинг
- Шейн Линч — Меган[5]
- Джеймс Маршалл — Джеймс Хёрли[53][54]
- Эверетт Макгилл — Эд Хёрли[53][54]
- Зои Маклейн — девушка на кассе[5]
- Кларк Миддлтон — Чарли[5]
- Moby — музыкант
- Джек Нэнс[b] — Пит Мартелл[a]
- Джонни Окснер — упаковщик[5]
- Билл О’Делл — Крискол[5]
- Кейси О’Нилл — Скиппер[5]
- Уолтер Олкевич — Жак Рено и Жан-Мишель Рено[a][5][54]
- Джон Полсен — водитель грузовика[5]
- Джон Пирруччелло — Чад Боксфорд
- Мэри Ребер — Элис Тремонд[5]
- Кимми Робертсон — Люси Бреннан[53][54]
- Уэнди Роби — Надин Хёрли[53][54]
- Эрик Ронделл — Джонни Хорн
- Марвин «Марв» Розанд[b] — повар в закусочной Double R[5][54]
- Род Роуленд — Чак[5]
- Хантер Санчез — сбитый мальчик
- Аманда Сейфрид — Ребекка «Бекки» Бёрнетт[62]
- Гарри Дин Стэнтон — Карл Родд[53][54]
- Дж. Р. Старр — М. С.[5]
- Шарлотта Стюарт — Бетти Бриггс[53][54]
- Эмили Стофл — Софи[5]
- Джессика Зор — Рене[63]
- Расс Тэмблин — доктор Лоуренс Джакоби[5][54]
- Джоди Телен — Мэгги[5]
- Лорен Тьюис — соседка Стивена[5]
- Джейк Уордл — Фредди Сайкс[5]
- Алисия Уитт — Герстен Хейворд[32][54]
- Каролина Выдра — Хлоя[5]
- Шарлин И — Руби[5]
- Грейс Забриски — Сара Палмер[53][54]

1. 1 2 3 4 5 6  Эти актёры появляются лишь в архивном материале.
2. 1 2 3 4  Эти актёры умерли до выхода сериала в эфир и отдельные эпизоды посвящены их памяти.

### Должностные лица
- Криста Белл — агент ФБР Тэмми Престон[5]
- Ричард Чемберлен — Билл Кеннеди[5]
- Лора Дерн — Дайана Эванс[53]/Линда Томсон
- Дэвид Духовны — Дениз Брайсон[30][54]
- Джей Р. Фергюсон — специальный агент Рэндалл Хедли[5]
- Мигель Феррер[a] — Альберт Розенфилд[53][54]
- Эрни Хадсон — полковник Дэвис[5]
- Стивен Кирин — водитель ФБР
- Дэвид Линч — Гордон Коул[40][54]
- Адель Рене — лейтенант Синтия Нокс[5]
- Овэйн Риз-Дэвис — агент Уилсон[5]

1. ↑  Мигель Феррер умер до выхода сериала в эфир и Часть 3 посвящена его памяти.

### Лас-Вегас
- Алон Абутбул — главный грузчик[5]
- Джо Адлер — Роджер
- Стефани Аллин — футбольная мама
- Тэмми Бэйрд — Лоррейн[5]
- Джим Белуши — Брэдли Митчам
- Джон Биллингсли — доктор Бен[5]
- Ронни Джин Блевинс — Томми[5]
- Шон Болджер — чертёжник
- Уэс Браун — Даррен[5]
- Хуан Карлос Канту — офицер Рейналдо
- Джонни Чавес — партнёр-жулик
- Ларри Кларк — детектив Т. Фуско[5]
- Джонни Койн — бухгалтер[5]
- Жизель Дамье — Сэнди[5]
- Дэвид Дастмалчян — Уоррик[64]
- Джереми Дэвис — Джимми[5]
- Эрик Эдельштейн — детектив «Смайли» Фуско[5]
- Джон Эннис — мужчина за игровым автоматом
- Джош Фадем — Фил Бисби[5]
- Ребекка Филд — другая мама[5]
- Брайан Финни — охранник[5]
- Патрик Фишлер — Дункан Тодд[64]
- Мег Фостер — кассир в казино[5]
- Пирс Ганьон — Сонни Джим Джонс[5]
- Хэйли Гейтс — мать-наркоманка[65]
- Бретт Гельман — Бёрнс[5]
- Айви Джордж — пятилетняя девочка
- Джей Ли — патрульный офицер
- Роберт Неппер — Родни Митчам
- Дэвид Кокнер — детектив Д. Фуско[5]
- Вирджиния Калл — официантка в Szymon
- Джей Ларсон — водитель лимузина[5]
- Андреа Лил — Мэнди[5]
- Беллина Мартин Логан — женщина-врач[a][5]
- Мэлоун — мужчина у писсуара
- Джош Макдермитт — умник[5]
- Грег Миллс — Пол
- Дон Мюррей — Бушнелл Маллинс[5]
- Сара Пэкстон — Кэнди Шейкер[5]
- Линда Портер — женщина за игровым автоматом
- Елена Сатине — Ронда[5]
- Джон Сэвидж — детектив Кларк[5]
- Эми Шилз — Кэнди[40]
- Сойер Шипман — мальчик
- Том Сайзмор — Энтони Синклер[40]
- Сара Сон — Шина[5]
- Боб Стивенсон — Фрэнк[5]
- Итан Сапли — Билл Шейкер[5]
- Сабрина С. Сазерленд — Джеки
- Билл Тангради — Джейк
- Грег Вротсос — Джин
- Наоми Уоттс — Джени-И Джонс[40]
- Нафесса Уильямс — Джейд[5]
- Кристоф Заяц-Денек — Айк «Спайк» Стадтлер[5]
- Блэйк Зингейл — лидер панков

1. ↑  В оригинальном сериале Логан играла Луи Бадвей.

### Южная Дакота
- Джейн Адамс — Констанс Тэлбот[5]
- Стив Бейкер — Джек
- Мелисса Бэйли — Марджори Грин
- Брент Бриско — детектив Дэйв Маклэй[5]
- Бэйли Чейз — детектив Дон Харрисон[66]
- Джеймс Кроук — Робби
- Кэтлин Дёминг — Бэлла
- Нил Диксон — Джордж Баутцер[5]
- Джудит Дрейк — медсестра
- Джеймс Джордано — офицер Дуглас
- Джордж Гриффит — Рэй Монро[53]
- Корнелия Гест — Филлис Хастингс[5]
- Трэвис Хаммер — первый солдат[5]
- Хэнк Харрис — тюремный техник[5]
- Стивен Хит — второй солдат[5]
- Люк Джуди — сын надзирателя Мёрфи[5]
- Деп Киркланд — шеф Майк Бойд
- Николь Лалиберте — Дарья[5]
- Дженнифер Джейсон Ли — Шанталь Хатченс[67]
- Мэттью Лиллард — Уильям Хастингс[5]
- Марк Мэхоуни — тюремщик
- Карл Макинен — инспектор Рэнди Холлистер
- Беренис Марло — француженка[5]
- Джеймс Моррисон — надзиратель Дуайт Мёрфи[5]
- Кристофер Мюррей — офицер Олсон[5]
- Макс Перлик — Хэнк[5]
- Тим Рот — Гэри «Хатч» Хатченс[5]
- Мэри Стофл — Рут Дэвенпорт
- Редфорд Вествуд — Отис

### Сверхъестественное
- Фиби Огустин — Американка[a][5][54]
- Моника Беллуччи — в роли самой себя[5]
- Дэвид Боуи — Филлип Джеффрис[b][c][5]
  - Натан Фриззелл — голос Филлипа Джеффриса[68]
- Роберт Броски — дровосек[5]
- Дон С. Дэвис — майор Гарланд Бриггс[b][c][69]
- Эрика Эйнон — эксперимент[d][5]
- Шерил Ли — Лора Палмер[53][54]
- Джой Нэш — сеньорита Дидо[5]
- Карлтон Ли Расселл — прыгун[5][54]
- Фрэнк Силва — Убийца БОБ[b][c][70]
- Мэлаки Сринан — грудастая леди[5]
- Эл Стробел[англ.] — Филлип Майкл Джерард/МАЙК[53][54]
- Карел Стрёйкен — «Пожарный»[e][5][54]
- Рэй Уайз — Лиланд Палмер[53][54]
- Нэй Юуки — Найдо[5]

Майкл Дж. Андерсон не вернулся к роли Человека из другого места, «эволюция» которого показана компьютерным эффектом, и он озвучен другим актёром.
1. ↑  В оригинальном «Твин Пиксе», Огустин играла Ронетт Пуласки.
2. 1 2 3  Эти актёры умерли до выхода сериала в эфир и отдельные эпизоды посвящены их памяти.
3. 1 2 3  Эти актёры появляются только в архивных материалах.
4. ↑  В Части 1 Эйнон была указана как «Экспериментальная модель».
5. ↑  Стрёйкен был указан как «???????» в Частях 1 и 8 и как «Великан» в оригинальном сериале.

### Другое
| Нью-Йорк - Майкл Биспинг — охранник - Бенджамин Розенфилд — Сэм Колби - Мэйделин Зима — Трейси Барберато | Нью-Мексико, 1956 - Лесли Бергер — жена - Каллен Дуглас — диджей - Тикаени Фэйркрест — девочка - Тэд Гриффит — муж - Шоло Маридуэнья — мальчик - Трейси Филлипс — секретарша | Филадельфия - Джесси Джонсон — молодой человек |

| Монтана - Фрэнк Коллисон — Мадди - Кристофер Дурбин — фермерский бухгалтер - Дерек Мирс — Рензо | Одесса - Мэтт Батталья — ковбой 3 - Франческа Иствуд — официантка Кристи - Хит Хенсли — ковбой 1 - Роб Марс — ковбой 2 - Шерил Ли — Кэрри Пэйдж |

## Эпизоды
| № общий | № в сезоне | Название                                                               | Режиссёр   | Автор сценария          | Дата премьеры   | Зрители США (млн) |
| --- | ---------- | ---------------------------------------------------------------------- | ---------- | ----------------------- | --------------- | ----------------- |
| 31 | 1          | «Часть 1» «У моего бревна для вас сообщение»                           | Дэвид Линч | Марк Фрост и Дэвид Линч | 21 мая 2017     | 0.506             |
| Дейл Купер (Кайл Маклахлен) по-прежнему находится в Чёрном Вигваме. В Твин Пиксе в отеле «Грейт Нортерн» Бен Хорн (Ричард Беймер) знакомит своего брата Джерри (Дэвид Патрик Келли), поглощенного экспериментами с наркотическими веществами, со своей новой помощницей Беверли (Эшли Джадд). Маргарет Лантерман, известная как Дама с поленом (Кэтрин А. Колсон), звонит помощнику шерифа Хоуку — Ястребу (Майкл Хорс) и сообщает, что нечто, связанное с агентом Купером, пропало, и найти это поможет наследие Ястреба. В Нью-Йорке некий Сэм Колби (Бен Розенфилд) сидит в одиночестве в охраняемом помещении и наблюдает за пустым стеклянным кубом. Его знакомая Трейси Барберато (Мэйделин Зима) навещает его, но Сэму запрещено впускать кого-либо в комнату. Однажды, в отсутствие охранника (Майкл Биспинг) Сэм разрешает ей войти в помещение. Они начинают заниматься любовью, а в это время в кубе материализуется некая сущность, выходит оттуда и жестоко их убивает. В Бакхорне (Южная Дакота) доппельгангер Купера (Кайл Маклахлен) (чёрный Купер) нанимает двух сообщников: Рэя (Джордж Гриффит) и Дарью (Николь Лалиберт). Полиция Бакхорна находит голову местной библиотекаши Рут Дэвенпорт (Мэри Стофл) в её квартире, при этом рядом с головой находится обезглавленное тело неизвестного мужчины. Также в квартире Рут обнаружены многочисленные отпечатки пальцев директора местной школы Билла Хастингса (Мэттью Лиллард). Его арестовывают, Билл не признаёт свою вину, но не может привести убедительного алиби. |            |                                                                        |            |                         |                 |                   |
| 32 | 2          | «Часть 2» «Звезды вращаются и время предстает в своем истинном облике» | Дэвид Линч | Марк Фрост и Дэвид Линч | 21 мая 2017     | 0.506             |
| Жена директора школы Филлис Хастингс (Корнелия Гест) приходит в камеру к мужу и обвиняет того в романе с Рут Дэвенпорт. Билл в ответ заявляет, что знает о её романе с своим адвокатом Джорджем (Нил Дискон). Некая сущность материализуется и затем превращается в бродягу в соседней с Биллом камере. Филлис приезжает домой, где её ожидает чёрный Купер, которого она знает. После недолгой беседы он убивает её из пистолета Джорджа, её любовника. Двойник пытается получить некую информацию от секретаря Хастингса с помощью своих сообщников, но приходит к выводу, что они его предали и хотят убить. Чёрный Купер убивает Джека и Дарью и узнаёт, что кто-то заплатил им за его убийство. Доппельгангер Купера связывается с бывшим агентом ФБР Филлипом Джеффрисом (Нэйтан Фриззелл), тот сообщает ему, что доппельгенгеру пора возвращаться в Чёрный Вигвам, а сам он будет с БОБом (Фрэнк Силва). После этого Двойник скачивает план тюрьмы, где сидит Рэй, из базы ФБР с помощью пароля Купера. В Чёрном Вигваме Дейл Купер общается с Лорой (Шерил Ли) и Лиландом Палмерами (Рэй Уайз), а также с Майком (Аль Штробель) и его рукой, которая стала говорящим деревом с подобием мозга. Куперу предстоит вернуться в реальный мир, а вместо него в Вигваме должен появиться его доппельгангер. Куперу удаётся выбраться из Вигвама. Он материализуется в стеклянном кубе в Нью-Йорке в тот момент, когда ещё живой Сэм встречает Трэйси у лифта и в комнате никого нет. Из стеклянного куба Купер проваливается в некое пространство. В Твин Пиксе Ястреб пытается понять смысл слов Дамы с поленом, а в баре «Пиф Паф» (англ. Bang Bang) Джеймс Хёрли (Джеймс Маршалл) встречает Шелли Джонсон (Мэдхен Амик) с подругами. |            |                                                                        |            |                         |                 |                   |
| 33 | 3          | «Часть 3» «Просьба о помощи»                                           | Дэвид Линч | Марк Фрост и Дэвид Линч | 28 мая 2017     | 0.195             |
| Купер оказывается в неком здании, в котором женщина с зашитыми глазами (Наэ Юки) выводит его на крышу. После этого женщина катапультируется в пространство, а Купер видит проплывающую гигантскую голову майора Бриггза (Дон С. Дэвис), которая говорит о «голубой розе». Купер возвращается в помещение, где встречает Ронетт Пуласки (Фиби Августин), которая предостерегает его от встречи с некой сущностью, которая настойчиво стучит в дверь. Доппельгангеру Купера по пути в тюрьму к Рэю становиться плохо, его тошнит, и он попадает в аварию. Его находят полицейские, один из них, понюхав рвотные массы чёрного Купера, попадает в больницу. Настоящий Купер находит портал и через электрическую розетку материализуется в Лас-Вегасе в съёмном доме, в котором другой доппельгангер Купера, Дуглас «Даги» Джонс (Кайл Маклахлен), встречается с проституткой Джейд (Нафиса Уильямс). Даги Джонса также тошнит, после чего он материализуется в Чёрном Вигваме, где Майк информирует доппельгангера Даги о том, что он был изготовлен с определённой целью, которая теперь выполнена. Даги исчезает, от него остаётся только кольцо и небольшой золотистый шарик, которые забирает Майк. Джейд обнаруживает Купера и принимает его за Даги; Даги-Купер ведет себя заторможено. Купер находит у себя в кармане ключ от номера 315 отеля «Грейт Нортерн» в Твин Пиксе. Некие люди намереваются убить Даги Джонса, но из-за случайности не видят Купера в машине Джейд и решают прикрепить взрывное устройство к его машине, оставшейся у дома. Несмотря на невменяемое состояние Купера, Джейд отвозит его к казино, выдав ему пять долларов и сказав, что там ему помогут. По стечению обстоятельств Купер разменивает деньги и начинает срывать джекпоты на игральных автоматах. Определить выигрышный игровой автомат ему помогает знак из Чёрного Вигвама — красная пирамида. В Твин Пиксе Хоук, Люси (Кимми Робертсон) и Энди (Гарри Гоаз) не могут разобраться, что же связанное с Купером пропало. В штаб-квартире ФБР в Филадельфии агент Тамара «Тэми» Престон (Криста Белл Зюхт) докладывает Гордону Коулу (Дэвид Линч) и Альберту Розенфилду (Мигель Феррер) о событиях в Нью-Йорке, в этот момент поступает звонок, что Купер обнаружен в Южной Дакоте. |            |                                                                        |            |                         |                 |                   |
| 34 | 4          | «Часть 4» «... навевает кое-какие воспоминания»                        | Дэвид Линч | Марк Фрост и Дэвид Линч | 28 мая 2017     | 0.195             |
| Купер срывает порядка 30 джекпотов в казино, выигрывая 425 тысячи долларов. Его принимают за Даги Джонса и, выдав ему мешок с выигранными деньгами, отправляют на лимузине домой. Его жена, Джени-И (Наоми Уоттс), которая также принимает Купера за Даги, взбешена его трёхдневным отсутствием, но резко меняется в настроении, когда видит выигранные деньги. Купер, который по-прежнему находится в близком к коматозному состоянии, остаётся в доме Даги. На следующее утро Куперу видится Майк; тот сообщает, один из двоих должен умереть. В Твин Пиксе к расследованию Ястреба подключается шериф Фрэнк Трумен (Роберт Форстер), брат Гарри Трумена. Бобби Бриггз (Дэна Эшбрук), ставший полицейским, говорит Трумену, что агент Купер был последним, кто видел его отца, майора Гарленда Бриггза, перед смертью. Сын Энди и Люси, Уолли Брандо (Майкл Сера), приезжает на мотоцикле к офису шерифа, чтобы перед отъездом пожелать здоровья его больному крёстному отцу шерифу Гарри Трумену. Гордон Коул встречается с начальником штаба ФБР Дениз Брайсон (Дэвид Духовны) перед тем, как отправиться в Южную Дакоту вместе с Альбертом и Тамарой. Коул, Альберт и Тамара встречают доппельгангера Купера в тюрьме в Южной Дакоте, в которую он был помещён после того, как полицейские в его машине обнаружили крупную партию наркотиков, автомат и отрезанную собачью ногу. Доппельгангер Купера пытается убедить Коула, что он работал все эти годы под прикрытием вместе с Филипом Джеффрисом и ехал как раз, чтобы представить отчёт, когда попал в аварию. Гордон и Альберт сходятся на том, что всё это подозрительно и может быть связано с «голубой розой», и решают обратиться за помощью к некой женщине. |            |                                                                        |            |                         |                 |                   |
| 35 | 5          | «Часть 5» «Материалы дела»                                             | Дэвид Линч | Марк Фрост и Дэвид Линч | 4 июня 2017     | 0.254             |
| Джени-И отвозит по-прежнему невменяемого Купера на работу Даги Джонса, страховую компанию «Счастливая 7-ка». Купер реагирует на статую ковбоя с пистолетом на улице, запах кофе, услышанные «агент» и «материалы дела». Во время совещания Купер видит зелёный огонёк на лице коллеги (Том Сайзмор) и называет его лжецом. Босс (Дон Мюррэй) Даги Джонса недоволен голословным обвинением и даёт Куперу пачку документов с тем, чтобы он поработал с ними дома, от этого будет зависеть его будущее в компании. Мальчик (Сойер Шипман), видевший как к машине Даги Джонса неизвестные прикрепили некое устройство, собирается исследовать его, но в этот момент бандиты пытаются угнать машину, и она взрывается, несколько бандитов гибнет, мальчик остается невредим. В казино приезжают высокопоставленные управленцы (Джеймс Белуши и Роберт Неппер), избивают администратора (Бретт Гельман) и увольняют его, обвинив в соучастии в невиданном выигрыше Купера. В Твин Пиксе Шелли Джонсон в очередной раз даёт деньги своей дочери Бекки (Аманда Сайфред), которая уезжает на машине со своим безработным мужем (Калеб Лэндри Джонс) и нюхает кокаин. Доктор Джекоби (Расс Тэмблин) выходит в эфир с речью, разоблачающей сразу несколько теорий заговора, в её конце выясняется, что целью была реклама покрашенных золотой краской лопат, которые он продаёт по 29,99 доллара. Среди слушающих речь — Джерри Хорн и Надин Хёрли (Уэнди Роби). Доппельгангер Купера делает разрешённый звонок из тюрьмы, набирая некий длинный код, в результате чего даёт сбой система безопасности тюрьмы. В трубку он говорит только одну фразу: «Корова взлетела выше Луны». В Бакхорне выясняется, что в желудке обезглавленного тела находилось обручальное кольцо с надписью «Даги от Джени-И». В Пентагоне полковник Дэвис (Эрни Хадсон) узнаёт, что отпечатки обезглавленного тела в Бакхорне принадлежат покойному майору Гарленду Бриггзу, и это уже 16-й случай за последние 25 лет. Он отправляет в Южную Дакоту свою подчинённую с тем, чтобы она разобралась в ситуации. |            |                                                                        |            |                         |                 |                   |
| 36 | 6          | «Часть 6» «Не умри»                                                    | Дэвид Линч | Марк Фрост и Дэвид Линч | 11 июня 2017    | 0.270             |
| Полицейские отводят Даги-Купера домой после того, как они находят его слоняющимся возле офиса «Счастливой 7-ки». Джени-И получает в конверте фото Даги с Джейд и отчитывает Купера за измену Даги. Майк в очередном видении из Чёрного вигвама призывает Купера проснуться и не умирать. Купер садится за работу с документами и по световым подсказкам рисует загадочные изображения лестниц. На следующий день босс Даги злится, видя "работу", пока не распознаёт закономерность в рисунках, передающих тревожную информацию, он благодарит Купера. Джени-И встречается с двумя бандитами, требующими деньги от Даги, и договаривается снизить долг с $52 000 до $25 000, после чего расплачивается деньгами из казино. Сообщник доппельгангера Купера — Данкан Тодд (Патрик Фишлер) в офисе получает сообщение в виде красного квадрата на своём ноутбуке и с большой предосторожностью достаёт конверт с чёрным пятном из сейфа. Неизвестный карлик (Кристоф Заяц-Денек) получает идентичный конверт с фотографиями Даги и некой Лоррейн (Тэмми Бэйрд), затем отправляется в офис Лоррейн и жестоко закалывает её и её коллег ножом для колки льда. Альберт в баре встречается с Дайаной (Лора Дерн), бывшей помощницей агента Купера, и просит о помощи. В Твин-Пиксе Ричард Хорн (Эймон Фаррен), внук Бенджамина Хорна, встречается с поставщиком наркотиков Редом (Бальтазар Гетти), который проделывает ряд пугающих манипуляций, но не причиняет Ричарду физического вреда. После этой встречи Ричард на взводе, он несётся по дороге и насмерть сбивает маленького мальчика (Хантер Санчес). Девушка Мириам узнает Ричарда, однако тот скрывается с места преступления. Это происходит на том же перекрёстке, где в своё время Майк общался с Лиландом и Лорой Палмерами. Карл Родд (Гарри Дин Стэнтон), владелец трейлерного парка близ Твин Пикс, становится свидетелем происшествия, он видит отлетающую в небо мерцающую сущность и пытается утешить мать (Лиза Коронадо) погибшего мальчика. В офисе шерифа Ястреб роняет монету с изображением индейского вождя в туалетной комнате и видит, что на логотипе производителя дверцы туалетной кабины изображён вождь не-персе. Заметив, что на дверце отсутствуют два болта, внутри он находит несколько исписанных страниц. |            |                                                                        |            |                         |                 |                   |
| 37 | 7          | «Часть 7» «Здесь действительно есть тело»                              | Дэвид Линч | Марк Фрост и Дэвид Линч | 18 июня 2017    | 0.294             |
| Найденные Ястребом страницы оказываются частью дневника Лоры Палмер. Одна из записей содержит рассказ о сне Лоры, в котором Энни сообщает, что настоящий Купер пойман в ловушку в Вигваме. Фрэнк Трумен звонит доктору Хейворду (Уоррен Фрост) и расспрашивает его о дне, когда Купер вернулся из Вигвама. В Бакхорне лейтенант Нокс узнает, что отпечатки пальцев Бриггса получены с тела, возраст которого около пятидесяти лет, в то время как майору должно быть за семьдесят. Чтобы выяснить, кто же сидит под именем Дейла Купера в тюрьме Южной Дакоты агенты ФБР устраивают очную ставку с Дайан, которая чувствует, что перед ней совсем другой человек. К Куперу-Джонсу на работу приходит полиция, чтобы допросить о возможных причинах взрыва его автомобиля. При выходе на Купера пытается напасть карлик, но ему видится Майк и просит использовать руку. Купер профессионально обезоруживает карлика. Доппельгангер Купера шантажирует начальника тюрьмы Мёрфи (Джеймс Моррисон) и выходит на свободу вместе с сообщником Рэем. |            |                                                                        |            |                         |                 |                   |
| 38 | 8          | «Часть 8» «Огоньку не найдется?»                                       | Дэвид Линч | Марк Фрост и Дэвид Линч | 25 июня 2017    | 0.246             |
| Доппельгангер Купера угрожает Рэю пистолетом, требуя информацию, добытую у секретарши Хастингса. Рэй несколько раз стреляет в Купера, так как пистолет последнего выведен из строя. После выстрелов к телу темного Купера собираются "лесники" (woodsman), они проводят какой-то ритуал, открывая черный шар с лицом БОБа. Рэй убегает и звонит Филлипу Джеффрису, сообщая, что убить доппельгангера не удалось. После показа выступления «Nine Inch Nails» зритель видит, как доппельгангер поднимается и открывает глаза. Далее обширный флешбек: ядерное испытание в Нью-Мексико 16 июля 1945 года с длинным психоделическим планом внутренности взрыва; лавка-бензоколонка, дымящаяся и окруженная бродягами-призраками ("лесниками"); сущность, названная в титрах Экспериментом (Эрика Эйнон), извергает поток жидкости, в которой снова видно лицо БОБа. В здании на скалистом острове посреди фиолетового океана великан Пожарный (Карел Стрёйкен) (Джой Нэш) и Сеньорита Дайдо проводят ритуал, во время которого Пожарный извергает из головы золотое сияние, формирующееся в сферу, и внутри неё Сеньорита Дайдо видит лицо Лоры Палмер. 5 августа 1956 из яйца в пустыне Нью-Мексико вылупляется крылатая химера; в этот же вечер юноша (Шоло Маридуэнья) провожает домой девушку (Тикаени Фейркрест), которая находит по дороге монету. В некоем городке с небес спускается угольно-чёрный лесоруб (Роберт Броски), он направляется в радиостанцию KPJK, убив секретаршу (Трэйси Филлипс) в приемной, он проникает в студию, откуда зачитывает странное четверостишие, которое погружает слушателей в бессознательное состояние. Тем временем химера проникает в рот девушки, слушающей радио, после чего лесоруб убивает радиоведущего (Каллен Дуглас) и покидает радиостанцию. |            |                                                                        |            |                         |                 |                   |
| 39 | 9          | «Часть 9» «Это - стул»                                                 | Дэвид Линч | Марк Фрост и Дэвид Линч | 9 июля 2017     | 0.355             |
| Добравшись до фермы, раненный доппельгангер Купера встречает там еще одних сообщников: Хатча (Тим Рот) и Шанталь (Дженнифер Джейсон Ли), которым заказывает убийство Мёрфи, начальника тюрьмы. Он направляется в Вегас, звонит мистеру Тодду и отправляет SMS Дайане. В полиции Вегаса предполагают, что Даги Джонс участник программы защиты свидетелей, так как любые документы на его имя ранее 1997 года отсутствуют. Взяв образцы ДНК с его кофейного стаканчика, сыщики отправляются на поимку карлика Айка Шпигеля. В Твин Пиксе Бобби навещает свою мать (Шарлотта Стюарт) вместе с шерифом Труменом и Ястребом, чтобы узнать о последнем дне Купера в Твин Пикс. Она рассказывает, что майор Бриггс предсказывал этот день: он просил передать им маленький металлический цилиндр. Бобби понимает как открыть цилиндр и открывает его. Внутри — два листка, на одном из которых начерчена схема и даты, а на втором обнаруживается часть расшифровки посланий из космоса, где фамилия Купера повторена дважды. После звонка из Пентагона агенты ФБР отправляются в Бакхорн, где Тэмми Престон допрашивает директора школы Хастингса, который оказывается вёл блог совместно с Рут Девенпорт о параллельных измерениях. Хастингс рассказывает, что встретил Бриггса в ином из измерений, где тот был законсервирован. Тем временем в лесах Твин Пикса Джерри Хорн испытывает галлюцинацию, будто его нога перестала принадлежать ему. В конце серии показан разговор двух девиц в баре, одна из которых, работающая в закусочной, мучается чесоткой. |            |                                                                        |            |                         |                 |                   |
| 40 | 10         | «Часть 10» «Лора - избранная»                                          | Дэвид Линч | Марк Фрост и Дэвид Линч | 16 июля 2017    | 0.267             |
| Ричард Хорн приходит к свидетельнице ДТП Мириам (Сара Жан Лонг), которая сообщает, что написала письмо о произошедшем и отправила его шерифу Трумену. Он нападает на неё, включает газ и зажигает свечу в её трейлере. Затем он звонит заместителю шерифа Чэду (Джон Пирруччелло), что бы тот перехватил письмо. Владельцы казино, Братья Митчам, видят по телевизору репортаж об аресте Айка и узнают в Купере «мистера Джекпота». Отметив физическую форму Купера, Джейни-И занимается с ним сексом. В своем собственном магазине занавесок Надин Хёрли смотрит передачу доктора Джакоби. Ричард грабит свою бабушку Сильвию (Жан Д'Арси) в собственном доме. Та звонит Бену и требует у него возместить ущерб, Бен отказывается. Дункан Тодд приказывает Энтони Синклеру, лживому коллеге Купера, обвинить Даги в отклонении выплаты страховки за поджог, стоивший Митчамам 30 миллионов долларов. Гордон Коул видит призрак Лоры. Альберт сообщает ему, что ФБР перехватило сообщение от Дайаны об аресте Хастингса. Тэмми показывает им фото с места убийства в Нью-Йорке, где в стеклянном кубе запечатлен доппельгантер Купера. Дама с поленом сообщает Ястребу, что Лора — избранная. |            |                                                                        |            |                         |                 |                   |
| 41 | 11         | «Часть 11» «Там, куда ты идешь, огонь»                                 | Дэвид Линч | Марк Фрост и Дэвид Линч | 23 июля 2017    | 0.219             |
| Несколько детей находят выползающую из кустов Мириам. Бекки, дочь Шелли, узнает, что её муж Стивен изменяет ей с Герстен Хейворд (Алисия Уитт). Она берет машину Шелли, мчится к квартире любовницы и стреляет через дверь. В закусочной родители Бекки: Шелли и Бобби - обсуждают этот инцидент. Шелли выбегает на улицу, чтобы поцеловаться с Редом. На улице в одной из машин ребенок (Элиас Парензини) стреляет из пистолета в закусочную, не зная, что он настоящий и заражен. В процессе наведения порядка в одной из машин Бобби обнаруживает взволнованную женщину (Лора Кенни) с девочкой (Прия Дайана Нихау), извергающей зелёную массу. Хастингс приводит ФБР на место, где он и Рут Дэвенпорт встретили майора Бриггса. Они находят тело Рут с координатами на руке. Гордон идет в место, указанное Хастингсом, и видит в небе воронку вихря, а в нём чёрных бродяг. Его чуть не засасывает туда, но Альберт спасает его. В это время Дайана видит, как чёрный бродяга залезает в машину, где сидит Хастингс и убивает его. Ястреб с Фрэнком Труменом изучают древнюю карту. В этот момент Ястребу звонит Дама с поленом и сообщает: «Там, куда ты идешь, огонь». Босс Даги устраивает встречу Купера с братьями Митчамами для передачи чека на 30 миллионов долларов. Он понял, что они не получили страховые деньги ошибочно. Братья планируют убить Даги, но один из братьев Брэдли (Джеймс Белуши) видит сон, в котором присутствует Даги Джонс и вишнёвый пирог. В конце сна Бредли понимает, что Даги им не враг. Купер направляется к братьям, но по дороге он видит Майка, который советует купить вишневый пирог. Во время встречи с Митчамами все происходит как во сне Брэдли. Даги становится другом Митчамов. |            |                                                                        |            |                         |                 |                   |
| 42 | 12         | «Часть 12» «Let's Rock»                                                | Дэвид Линч | Марк Фрост и Дэвид Линч | 30 июля 2017    | 0.240             |
| Гордон и Альберт принимают Тэмми в отряд «Голубой Розы». Сара Палмер (Грейс Забриски) испытывает тревожный приступ в супермаркете. Ястреб приходит навестить её. Сара ведёт себя очень странно, будто внутри нее живет еще один человек. Альберт прерывает романтический вечер Гордона и его подруги-француженки (Беренис Марло), чтобы показать ему сообщение направленное Дайане с вопросом о Лас-Вегасе. Гордон пока не понимает в чём суть. Одри Хорн (Шерилин Фенн) требует, чтобы её муж, Чарли (Кларк Миддлтон), помог ей найти Билли, её пропавшего любовника. Чарли неохотно звонит Тине и получает от неё тревожные сведения, но не передаёт их Одри. Шанталь и Хатч убивают надзирателя Мёрфи. Фрэнк Трумен приходит к Бену Хорну с новостью о том, что его внук Ричард сбил насмерть ребёнка и пытался убить единственную свидетельницу, Мириам. Бен соглашается оплатить медицинские счета Мириам и отдаёт Фрэнку ключ от комнаты 315, полученный по почте, на память для Гарри. Дайана обнаруживает, что координаты на руке Рут Дэвенпорт указывают на Твин Пикс. |            |                                                                        |            |                         |                 |                   |
| 43 | 13         | «Часть 13» «Что это за история, Чарли?»                                | Дэвид Линч | Марк Фрост и Дэвид Линч | 6 августа 2017  | 0.280             |
| Благодарные Митчамы дарят Даги и Бушнеллу подарки. Дункан Тодд заставляет Энтони Синклера самостоятельно убить Даги. Для этого он приобретает яд у коррумпированного полицейского и подсыпает в кофе Даги, но затем выливает его и признается Бушнеллу в связях с Тоддом. Доппельгангер Купера приезжает в дом в Монтане, где его ждут Рэй и банда (в числе которой Ричард Хорн). Темный Купер побеждает главаря банды (Дерек Мирс) в армрестлинге, а затем убивает его. Рэй рассказывает, что убийство доппельгангера заказал Филип Джеффрис, и дает координаты. Доппельгангер заставляет его надеть зеленое кольцо, а затем убивает. Рей попадает в Чёрный Вигвам, где Майк подбирает кольцо. Хатч и Шанталь едут через Юту. В Твин Пиксе Большой Эд (Эверетт Макгилл) и Бобби ужинают в «Дабл Р». В это время за соседним столом Норма (Пегги Липтон) встречается с Уолтером (Грант Гудив), который помогает ей расширять бизнес. Они открыли ещё несколько ресторанов. Эд ревнует. Надин и доктор Джакоби видятся впервые за семь лет. У себя дома Сара Палмер смотрит зацикленный фрагмент боксёрского матча. Одри говорит Чарли, что она не знает кто и где она. Она просит его принять решение: идти ей искать Билли или остаться дома. Рене (Джессика Зор), подруга Шелли, которая нравится Джеймсу, плачет во время выступления Джеймса в «Доме у дороги». Большой Эд сжигает клочок бумаги у себя в офисе. |            |                                                                        |            |                         |                 |                   |
| 44 | 14         | «Часть 14» «Мы похожи на живущих во сне»                               | Дэвид Линч | Марк Фрост и Дэвид Линч | 13 августа 2017 | 0.253             |
| Фрэнк сообщает Гордону о недавно найденных страницах дневника Лоры, в которых сообщается о двух Куперах. Альберт рассказывает Тэмми о первом деле «Голубой розы», где девушка была обвинена в убийстве своего точного близнеца. Узнав о кольце, найденном в желудке майора Бриггса, Дайана говорит, что у неё есть сводная сестра — Джейни-И. Гордон требует отделение ФБР в Лас-Вегасе искать Джонсов. Он вспоминает сон с Моникой Белуччи (играет саму себя) и последнее появление Филипа Джеффриса. Заместителя шерифа Чэда арестовывают за пособничество преступникам и сажают в камеру, где его соседом становится странный парень, у которого изо рта постоянно течет кровь. Фрэнк, Ястреб, Бобби и Энди следуют указаниям майора Бриггса и находят в лесу обнаженную девушку с зашитыми глазами — Найдо. В вышине возникает вихрь и Энди переносит к Пожарному, который показывает ему образы событий в Нью-Мексико, Лору, двух Куперов, Люси и три вспышки электричества на столбе № 6 из фильма «Огонь, иди со мной». Энди возвращается и переносит Найдо в офис шерифа, он выглядит очень серьёзным. Джеймс Хёрли разговаривает со своим коллегой — охранником Фредди (Джейк Уордл). Тот ведает Джеймсу историю обретения невиданной силы в правой руке: после видения с Пожарным он купил зелёную резиновую перчатку, получил силу, переехал из Лондона в Твин Пикс, а также он говорит, что когда пытался снять её, то из руки пошла кровь. Джеймс замечает странный гул в бойлерной. Сара приходит в бар, где к ней подсаживается грубый дальнобойщик (Джон Полсен). Когда он её оскорбляет, она открывает свое лицо, скрывающее за собой тьму, и кусает его за горло, убивая его. В «Доме у дороги» Меган (дочь Тины) (Шэйн Линч) и Софи (Эмили Стофл) обсуждают Билли, ворвавшегося в кухню Меган, заливая всё кровью из носа, и сразу выбежавшего оттуда. |            |                                                                        |            |                         |                 |                   |
| 45 | 15         | «Часть 15» «Есть некоторый страх в том, чтобы отпустить»               | Дэвид Линч | Марк Фрост и Дэвид Линч | 20 августа 2017 | 0.329             |
| Доппельгангер Купера прибывает в лавку-бензоколонку на встречу с Джеффрисом (тот появляется в виде металлического кожуха). Разговор выходит к некой Джуди, которую чёрный Купер уже встречал. Джеффрис даёт ему числа для поисков. Снаружи на доппельгангера нападает Ричард Хорн. Он обвиняет его в службе властям: у его матери, Одри, была фотография доппельгангера в ФБРовском костюме. Чёрный Купер его усмиряет и берёт с собой. В Лас-Вегасе Шанталь убивает Дункана Тодда и его помощника Роджера (Джо Адлер) прямо в офисе. Купер в доме Даги ест торт и смотрит фильм по телевизору. Он реагирует на имя Гордона, названного с экрана, направляется к розетке и засовывает туда десертную вилку; происходит короткое замыкание и Купер впадает в кому. Вдохновившись шоу доктора Джакоби, Надин отпускает Эда к Норме. Норма продаёт франшизу «Дабл Р» и принимает предложение руки и сердца от Эда. Герстен и Стивен прячутся в лесу, она пытается справиться с вооруженным Стивеном, собирающимся совершить суицид; спрятавшись от прохожего (которым оказался телеведущий Сирил Понс (Марк Фрост)) она слышит выстрел от Стивена. Дама с поленом звонит Ястребу и даёт ему прощальный совет перед смертью. Одри и Чарли продолжают ругаться вплоть до драки. В «Доме у дороги» на Джеймса нападает ревнивый муж Рене — Чак (Родни Роулэнд), однако Фредди отправляет его в нокаут, после чего и Фредди, и Джеймса арестовывают. Молодая женщина (Шарлин И) ползёт по полу бара и кричит. |            |                                                                        |            |                         |                 |                   |
| 46 | 16         | «Часть 16» «Ни стука, ни звонка в дверь»                               | Дэвид Линч | Марк Фрост и Дэвид Линч | 27 августа 2017 | 0.267             |
| Доппельгангер Купера с Ричардом следуют по координатам. Джерри Хорн через бинокль видит, как доппельгангер посылает Ричарда к нужной точке, где того убивает током. Шанталь и Хатч караулят Даги у его дома, но нарываются на местного бухгалтера (Джонатан Койн), у которого стресс из-за работы. Бухгалтеру не понравилось, что их машина загораживает въезд в дом, в результате конфликта происходит перестрелка и бухгалтер расстреливает машину наемных убийц. Всё это происходит на глазах у ФБР, которые тоже следят за домом Даги. Купер выходит из своего коматозного состояния (как после удара током, так и после Вигвама). Майк в видении сообщает ему, что доппельгангер на свободе и даёт ему кольцо, а Купер даёт ему прядь своих волос, прося «сделать ещё одного» из «семени». Дэйл Купер чувствует себя отменно и просит братьев Митчамов организовать ему перелёт в Спокэн, штат Вашингтон. Получив сообщение от доппельгангера, Дайана рассказывает отряду Голубой розы о том, что Купер изнасиловал её в их последнюю встречу. Восклицая «Я в отделении шерифа... Я не я», она достаёт пистолет, но её убивают Альберт и Тэмми. В Красной комнате Майк говорит Дайане, что она была специально изготовлена. Она знает это и исчезает, превращаясь в семя. Таким образом, эта Дайана оказалась ещё одним доппельгангером. В «Доме у дороги» Одри загипнотизированно танцует под «Audrey's Dance». Начинается драка, и Одри просит Чарли забрать её отсюда, после чего к своему ужасу обнаруживает, что кричит на своё отражение в некоей белой комнате. |            |                                                                        |            |                         |                 |                   |
| 47 | 17         | «Часть 17» «Прошлое управляет будущим»                                 | Дэвид Линч | Марк Фрост и Дэвид Линч | 3 сентября 2017 | 0.254             |
| Гордон Коул рассказывает Альберту о «Джоудэй», злой сущности, известной позже как «Джуди», и о поисковом плане, который он составил вместе с Купером и Джеффрисом. Агент Хедли (Джей Р. Фергюсон) сообщает Коулу об исчезновении Даги. Босс Даги передает Коулу послание Купера о том, что он направляется в Твин Пикс. Чэд сбегает из своей камеры, но его обездвиживает Фредди. Чёрный Купер приезжает на место, в лес, куда указывает третья пара координат. Пожарник успевает переправить его к офису шерифа. Чёрный Купер идет к шерифу, на предложение чашки кофе — отказывается. Во время разговора Фрэнку звонит настоящий Купер. Доппельгангер предпринимает попытку застрелить шерифа, но получает пулю от Люси, которую в дверях оставил Энди. Сам Энди выводит из камер Найдо, Фредди и Джеймса к остальным. Прибывают Купер, отряд "Голубая роза" и Митчамы. Чёрные бродяги/дровосеки высвобождают БОБа из живота доппельгангера, и тот начинает нападать на Купера. Вмешивается Фредди, Купер зная о его силе просит помочь. С трудом, но Фредди удается уничтожить БОБа. Купер надевает кольцо на палец доппельгангера, посылая того в Чёрный вигвам. Найдо превращается в Дайану (Лора Дерн), именно эта Дайана оказывается настоящей. Купер прощается со всеми. Купер идет за дверь, за которой Джеймс когда-то слышал странный шум. Там его встречает Майк и отводит его к Джеффрису. Купер называет дату смерти Лоры Палмер и Джеффрис переносит его в тот день. Купер предотвращает убийство Лоры [утром, на берегу, её труп исчезает]. Он ведет Лору дальше в лес, но она исчезает. Мать Лоры — Сара кричит в своём доме и разбивает фото Лоры. |            |                                                                        |            |                         |                 |                   |
| 48 | 18         | «Часть 18» «Как тебя зовут?»                                           | Дэвид Линч | Марк Фрост и Дэвид Линч | 3 сентября 2017 | 0.240             |
| В Черном Вигваме сгорает двойник Купера. Майк (Эл Стробел) создает ещё одного Даги Джонса, который возвращается к своей жене Джейни-И (Наоми Уоттс) и сыну Сонни Джиму (Пирс Ганьон). Настоящий Купер ведет Лору через леса Твин Пикс, когда она внезапно с криком исчезает. Купер вновь появляется в Красной Комнате, встречая Майка и Эволюцию Руки (Дерево). Майк спрашивает: «Это будущее или прошлое?». Дерево спрашивает: «А это история о девочке, что живет в конце улицы. Это она?». Повзрослевшая Лора в Красной Комнате что-то шепчет на ухо Куперу и с криком исчезает. Купер в соседней комнате видит отца Лоры, который дрожащими губами говорит: «Найди Лору». Купер, в конце концов, покидает Чёрный Вигвам и оказывается в Роще Гластонбери, где встречает Дайану. Утром Купер и Дайана проезжают 430 миль в пустыню и останавливаются на обочине рядом с линией электропередач. Купер выходит из машины и загадочно произносит: «Это точно здесь». Дайана спрашивает Купера, хочет ли он по-прежнему выполнить то, что задумал? Купер в ответ предупреждает, что как только они пересекут некую черту в 430 миль, то «по ту сторону всё может измениться». Дайана целует Купера и командует: «Поехали!». Автомобиль пересекает 430-ю милю и продолжает движение в полной темноте ночи. Когда они добираются до мотеля, Купер регистрируется, а Дайана ненадолго видит другую версию себя. Той ночью Дайана и Купер занимаются сексом в номере мотеля, но Дайана явно чем-то расстроена. Утром Купер просыпается в другом номере мотеля и обнаруживает, что Дайаны нет. Он находит записку, написанную некой «Линдой», адресованную некоему «Ричарду», в которой говорится, что она ушла, и что их больше ничего не связывает. Купер едет в Одессу, штат Техас, и по дороге замечает «Кофейню Джуди». Там он профессионально останавливает трех ковбоев (Мэтт Батталья, Хит Хенсли и Роб Марс), пристающих к официантке Кристи (Франческа Иствуд). Купер спрашивает Кристи: «Здесь есть другая официантка?», и получает ответ: «Да, у неё выходной. Вернее, даже третий выходной». Кристи в испуге даёт её адрес Куперу. Купер едет по указанному адресу, где ему открывает дверь некая Кэрри Пейдж (Шерил Ли), которая, несмотря на то, что Купер называет её Лорой, и она выглядит как повзрослевшая Лора, всё же называет себя Кэрри Пейдж. Купер настаивает на том, что она Лора, и предлагает отвезти её домой, в Твин Пикс. Кэрри, уже жаждущая покинуть Одессу, соглашается последовать за ним. Пока Кэрри собирает вещи, Купер осматривает ее дом и видит тело мужчины с огнестрельным ранением на диване, белую статуэтку лошади и штурмовую винтовку на полу. Считая, что это Лора, Купер везет Кэрри в дом Палмеров в Твин Пикс. Пока они едут, ночью Кэрри начинает вспоминать о своем прошлом в Одессе, о том, как она пыталась содержать дом в чистоте, несмотря на то, что не знала ничего лучшего. В полудрёме она произносит: «В то время я была слишком юной и глупой». В Твин Пикс они проезжают мимо закусочной Double R Diner, прежде чем припарковаться перед домом Палмеров. Кэрри ничего не узнает. Купер стучит в дверь, но им открывает незнакомка. Женщина называет себя Элис Тремонд (Мэри Ребер) и, поговорив со своим невидимым партнёром, отвечает им, что они купили дом у миссис Чалфонт и что они не знают, кто был предыдущим владельцем или кто такая Сара Палмер. Купер благодарит её и они с Кэрри, в недоумении, уходят. Купер колеблется и снова поворачивается к дому. Машинально идя, Купер спрашивает: «Какой сейчас год?», Кэрри оборачивается, чтобы посмотреть на дом, и слышит, как Сара Палмер (Грейс Забриски) зовет «Лору». Кэрри кричит, как Лора. В этот момент в доме гаснет весь свет и все, что отображается на экране, погружается во тьму. В Чёрном Вигваме Лора шепчет Куперу что-то на ухо, пока идут титры… |            |                                                                        |            |                         |                 |                   |

1. 1 2  Части 3 и 4 были доступны сразу же после премьеры частей 1 и 2 на сайте Showtime[72].

## Музыка
Саундтрек включает себя новые и повторно использованные композиции Анджело Бадаламенти, а также музыку в стиле тёмный эмбиент и звуковой дизайн от Дина Хёрли и Дэвида Линча (включая из альбома «The Air Is on Fire») и неизданную музыку из проекта Линча и Бадаламенти 1990-х годов «Thought Gang», два трека которого ранее были использованы в фильме «Сквозь огонь». Вклад Хёрли оказался в выпущенном альбоме «Anthology Resource Vol. 1: △△» 6 августа 2017 года под лейблом «Sacred Bones Records». Несколько треков из альбома Джонни Джуэла «Windswept» также появляются на протяжении сериала. «Плач по жертвам Хиросимы» Кшиштофа Пендерецкого появляется в ключевых сценах.
Саундтрек Анджело Бадаламенти был выпущен 8 сентября 2017 года под лейблом «Rhino Records»: «Twin Peaks: Limited Event Series Original Soundtrack».
Кроме того, несколько эпизодов включают музыкальные выступления в «Доме у дороги». Линч сам выбрал несколько групп и музыкантов, включая «Nine Inch Nails», Шэрон Ван Эттен, «Chromatics» и Эдди Веддера. Альбом «Twin Peaks: (Music From the Limited Event Series)», содержащий многие из этих выступлений, наряду с другими песнями, услышанными в сериале, был выпущен под лейблом «Rhino Records» 8 сентября 2017 года.
| Эпизод(ы)        | Артист | Песня                                                      |
| ---------------- | --- | ---------------------------------------------------------- |
| Часть 2 Часть 12 | Chromatics (Рут Раделет, Адам Миллер, Джонни Джуэл и Нэт Уокер)                                                                                                   | «Shadow» (Часть 2) «Saturday» (Часть 12)                   |
| Часть 3          | The Cactus Blossoms (Джек Торри, Пэйдж Буркум, Джоэл Патерсон, Бо Семпл и Алекс Холл)                                                                             | «Mississippi»                                              |
| Часть 4 Часть 9  | Au Revoir Simone (Хэзер Д’Анджело, Эрика Форстер и Энни Харт) | «Lark» (Часть 4) «A Violent Yet Flammable World» (Часть 9) |
| Часть 5          | Trouble (Райли Линч, Алекс Чжан Хуньтай, Сэм Смит и Дин Хёрли) | «Snake Eyes»                                               |
| Часть 6          | Шэрон Ван Эттен, вместе с Кэролин Пеннипэкер Риггз, Джоном Филлип Айронсом и Зиком Хатчинсом                                                                      | «Tarifa»                                                   |
| Часть 8          | Nine Inch Nails (Трент Резнор, Аттикус Росс, Мэрикуин Маандиг, Робин Финк, Алессандро Кортини и Джои Кастильо) (представлены и указаны как «The» Nine Inch Nails) | «She’s Gone Away»                                          |
| Часть 9          | Хадсон Мохоук | «Human»                                                    |
| Часть 10         | Ребекка Дель Рио | «No Stars»                                                 |
| Часть 11         | Анджело Бадаламенти | «Heartbreaking»                                            |
| Часть 13         | Джеймс Маршалл (в роли Джеймса Хёрли) | «Just You»                                                 |
| Часть 14         | Lissie, вместе с Эриком Салливаном, Льюисом Келлером и Джесси Сигенбергом                                                                                         | «Wild West»                                                |
| Часть 15         | The Veils (Финн Эндрюс, София Бёрн, Уберто Раписарди) | «Axolotl»                                                  |
| Часть 16         | Эдди Веддер (представлен как Эдвард Луи Северсон) | «Out of Sand»                                              |
| Часть 17         | Джули Круз | «The World Spins»                                          |

Среди прочих музыкальных композиций:
- «American Woman» (David Lynch Remix) от Muddy Magnolias
- «Take Five» от Дэйва Брубека
- «I Love How You Love Me» от The Paris Sisters
- «I Am (Old School Hip Hop Beat)» от Blunted Beatz
- «Habit» и «Tabloid» от Uniform
- «Sleep Walk» от Santo & Johnny
- «Green Onions» от Booker T. & the M.G.'s
- «My Prayer» от The Platters
- «Charmaine» от Мантовани
- «Viva Las Vegas» от Шон Колвин
- «I’ve Been Loving You Too Long» (Live) от Отиса Реддинга
- «Sharp Dressed Man» от ZZ Top

«Лунная соната» Бетховена и «The Last Call» Дэвида Линча играют значительно замедленно.

## Выпуск
Премьера «Твин Пикса» состоялась в виде двухчасового эпизода на канале Showtime 21 мая 2017 года. После выхода в эфир, премьера и дополнительные два эпизода были выпущены онлайн, и с этого момента сериал (по настоянию Линча) будет показан еженедельно по эпизоду. В целом сериал будет состоять из 18 эпизодов. Он завершился двухсерийным финалом 3 сентября 2017 года.
В Великобритании Sky Atlantic показал первые два эпизода в 2 часа утра по британскому летнему времени 22 мая 2017 года, и следующие два эпизода были выпущены на сервере Sky UK после премьеры. В скандинавских странах транслировался на HBO Nordic, где состоялась двухчасовая премьера 22 мая, а последующие эпизоды стали доступны в день после премьеры в США. В Канаде сериал доступен на CraveTV и The Movie Network, и он дебютировал одновременно с трансляцией в США. В Австралии эпизоды сериала стали доступны на стриминговом сайте Stan в тот же день, что и во время оригинального показа в США. Два эпизода были показаны на Каннском кинофестивале 2017 года. В Японии сериал транслировался по спутниковой сети Wowow, которая также транслировала оригинальный сериал. В России сериал был показан на телеканале ТВ-3.

## Реакция

### Реакция критиков
На основе первых двух эпизодов, сериал получил положительные отзывы от критиков. На сайте Metacritic он получил рейтинг 74 балла из 100 на основе 26 отзывов. На Rotten Tomatoes он получил рейтинг 94 %, со средним рейтингом 7.68 из 10, на основе 69 отзывов. Консенсус сайта гласит: «Сюрреалистический, тревожный и визуально ошеломляющий, этот новый „Твин Пикс“ — авторский триумф для Дэвида Линча».
Соня Сарайя из «Variety» написала: «„Твин Пикс: Возвращение“ странное, жуткое и медленное. Но интересное. Шоу само по себе упрямое — не совсем фильм и не совсем телевидение, отвергающее как стандартное повествование, так и стандартные формы. Когда смотришь его, то это необязательно весело, и это может быть довольно тревожным. Но тут никогда нет чувства, что вы смотрите что-то, лишившись зрения или намерения. Видение Линча настолько полное и абсолютное, что ему можно простить то, что иначе считалось бы неприемлемым».
Дэниел Финберг из «The Hollywood Reporter» прокомментировал: «То, что меня больше всего поразило сразу в премьере, это то, как относительно убедительной она была, с чётким акцентом на „относительно“. То, чья премьера состоялась в воскресенье, было доступно страшным, тревожным и нагло смешным, как и многие лучшие моменты оригинального „Твин Пикса“, и далеко не галлюцинаторным и подтекстно дистиллированным, как фильм-приквел „Сквозь огонь“». Финберг также написал о формате сериала: «Очевидно, что этот „Твин Пикс“ будет 18-часовым модулем. Не было заметного разделения часов, и если бы не было титров, то второй час, возможно, перетёк бы в третий. Это не эпизодическое телевидение. Это другая штука».
В своей рецензии на оценку «A», Эмили Л. Стивенс из «The A.V. Club» написала по поводу возможной реакции критиков и зрителей: «Эта двухсерийная премьера будет дико сложной для любых двух зрителей, согласившихся посмотреть её, отчасти потому, что оценка зрителей на возрождение будет зависеть от того, на что они надеялись. Если вы с нетерпением ждали возвращения некогда манерного, уютного юмора оригинальных двух сезонов „Твин Пикса“, эта премьера может стать шоком. Если вы ожидали этого, некогда тряскую, теперь знакомую смесь жанров, то это… не то.» Она назвала двухсерийную премьеру «чистым Линчевским ужасом».
На Каннском кинофестивале 2017 года, Линч показал двухчасовую премьеру сериала и получил пятиминутные овации от толпы.
Шон Т. Коллинз из «Rolling Stone» назвал сериал «одним из самых новаторских сериалов когда-либо», похвалив его оригинальные, сложные сюжетные линии и игру актёров, в частности Кайла Маклахлена. Мэтт Золлер Сайтц из «Vulture» написал, что шоу было «самой оригинальной и тревожной телевизионной драмой со времён „Клана Сопрано“». В своём обзоре сезона для IGN, Мэтт Фоулер отметил, что «Твин Пикс» «вернулся как истинная художественная сила, которая бросила вызов почти каждой повествовательной конвенции, которые мы знаем», и оценил его на 8.8 из 10. Кроме того, журналы «Sight & Sound» и «Cahiers du cinéma» назвали «Твин Пикс: Возвращение», вторым лучшим и лучшим «фильмом» года, при этом «Sight & Sound» поместил его позади психологического фильма ужасов «Прочь». Metacritic назвал «Твин Пикс» вторым лучшим телесериалом 2017 года; 20 крупных изданий оценили его как лучшее шоу года.

### Рейтинги
21 мая 2017 года двухчасовая премьера собрала на канале Showtime 506 000 зрителей, что «Deadline.com» назвало «мягким для такого сильно рекламируемого престижного проекта». Рейтинги выросли до 626 000 после перерыва в вещании этой же ночью, и премьера также собрала больше 450 000 зрителей с помощью стриминговых каналов и серверов.
Зрительская аудитория у премьеры возросла до 804 000 в рейтингах Live+3, и она собрала аудиторию 1.7 миллионов на стриминговых каналах и платформах. Showtime объявило, что в выходной день премьеры «Твин Пикса» накопилось самое большое количество подписок на их стриминговый сервис за всю историю сайта. До финала, сериал еженедельно в среднем собирал 2 миллиона зрителей, учитывая при этом смещение времени, бис и потоковую передачу. Президент Showtime Дэвид Нивенс сказал, что «Твин Пикс» «превзошёл ожидания» с финансовой точки зрения.

### Награды
| Год  | Награда                         | Категория                                                                                           | Номинант(ы)                                                                                                   | Результат | Прим.           |
| ---- | ------------------------------- | --------------------------------------------------------------------------------------------------- | --- | --------- | --------------- |
| 2018 | Премия Гильдии художников       | Одночасовой современный однокамерный телесериал                                                     | Рут Де Йонг                                                                                                   | Номинация | [ 118 ]         |
| 2018 | Премия Общества звукооператоров | Выдающиеся достижения в звуке — телефильм или мини-сериал                                           | Дуглас Экстелл, Рон Инг, Дин Хёрли                                                                            | Номинация | [ 119 ]         |
| 2018 | Премия Дориана                  | Теледрама года                                                                                      | «Твин Пикс: Возвращение»                                                                                      | Номинация | [ 120 ]         |
| 2018 | Премия Дориана                  | Выступление года на ТВ — актёр                                                                      | Кайл Маклахлен                                                                                                | Победа    | [ 120 ]         |
| 2018 | «Золотой глобус»                | Лучший актёр — мини-сериал или телефильм                                                            | Кайл Маклахлен                                                                                                | Номинация | [ 121 ]         |
| 2018 | Golden Reel                     | Выдающиеся достижения в монтаже звука — эпизодическая короткая форма                                | Дэвид Линч, Дин Хёрли                                                                                         | Номинация | [ 122 ]         |
| 2018 | «Сатурн»                        | Лучшая телепостановка                                                                               | «Твин Пикс: Возвращение»                                                                                      | Победа    | [ 123 ] [ 124 ] |
| 2018 | «Сатурн»                        | Лучший актёр на телевидении                                                                         | Кайл Маклахлен                                                                                                | Победа    | [ 123 ] [ 124 ] |
| 2018 | «Сатурн»                        | Лучший актёр второго плана на телевидении                                                           | Мигель Феррер                                                                                                 | Номинация | [ 123 ] [ 124 ] |
| 2018 | «Сатурн»                        | Лучшая гостевая роль в телесериале                                                                  | Дэвид Линч | Победа    | [ 123 ] [ 124 ] |
| 2018 | «Сатурн»                        | Лучшее DVD или Blu-ray издание телесериала                                                          | «Твин Пикс: Возвращение»                                                                                      | Номинация | [ 123 ] [ 124 ] |
| 2018 | Премия TCA                      | Выдающиеся достижения в фильмах, мини-сериалах и специальных программах                             | «Твин Пикс: Возвращение»                                                                                      | Номинация | [ 125 ]         |
| 2018 | Эмми                            | Лучший сценарий мини-сериала, фильма или драматической программы                                    | Дэвид Линч и Марк Фрост                                                                                       | Номинация | [ 126 ]         |
| 2018 | Эмми                            | Лучшая режиссура мини-сериала, фильма или драматической программы                                   | Дэвид Линч | Номинация | [ 126 ]         |
| 2018 | Творческая премия «Эмми»        | Лучшая работа художника-постановщика в современной повествовательной программе (один час или более) | Рут Де Йонг, Кара Броуэр, Флоренция Мартин                                                                    | Номинация | [ 127 ]         |
| 2018 | Творческая премия «Эмми»        | Лучшая операторская работа в мини-сериале или фильме                                                | Питер Деминг за «Часть 8»                                                                                     | Номинация | [ 127 ]         |
| 2018 | Творческая премия «Эмми»        | Лучший монтаж в мини-сериале или фильме                                                             | Дуйэн Данэм за «Часть 8»                                                                                      | Номинация | [ 127 ]         |
| 2018 | Творческая премия «Эмми»        | Лучшие причёски в мини-сериале или фильме                                                           | Клэр М. Корсик, Брин Литч                                                                                     | Номинация | [ 127 ]         |
| 2018 | Творческая премия «Эмми»        | Лучший грим в мини-сериале или фильме (несложный)                                                   | Дебби Цоллер, Ричард Редлефсен                                                                                | Номинация | [ 127 ]         |
| 2018 | Творческая премия «Эмми»        | Лучший монтаж звука в мини-сериале, фильме или специальной программе                                | Рон Инг, Дин Хёрли, Дэвид Линч, Дэвид А. Коэн, Керри Дин Уильямс, Люк Гиблеон, Уиллард Оверстрит за «Часть 8» | Номинация | [ 127 ]         |
| 2018 | Творческая премия «Эмми»        | Лучший звук в мини-сериале или фильме                                                               | Рон Инг, Дин Хёрли, Дуглас Экстелл за «Часть 8»                                                               | Номинация | [ 127 ]         |

## Будущее
Дэвид Линч и Марк Фрост выразили заинтересованность в создании ещё одного сезона «Твин Пикса», но Линч отметил, что такой проект не сразу последует за «Возвращением», учитывая, что им потребовалось четыре с половиной года, чтобы написать и снять третий сезон. Однако, в октябре 2019 года в различных источниках, таких как «Голливудский музей ужаса», а также страницы актёров в социальных сетях, тизерно появилась информация о возможном продолжении сериала. В итоге до смерти Линча в январе 2025 года продолжение так и не было снято.